# Vista Santa Rosa
Vista Santa Rosa ist ein Census-designated place im Riverside County im US-Bundesstaat Kalifornien. Der Ort liegt im Coachella Valley. Das U.S. Census Bureau hat bei der Volkszählung 2020 eine Einwohnerzahl von 2.607 ermittelt.

## Geografie
Vista Santa Rosa befindet sich im zentralen südlichen Teil des Riverside Countys in Kalifornien. Der Ort liegt südlich der dicht bevölkerten Bereiche des Coachella Valleys. Die nächstgelegene Stadt ist Coachella.
Mit  einer Fläche von 41,8 km², die sich fast komplett aus Land zusammensetzt, beträgt die Bevölkerungsdichte 62 Einwohner pro Quadratkilometer. Das Ortszentrum liegt auf einer Höhe von 24 Metern unter dem Meeresspiegel.

## Politik
Vista Santa Rosa ist Teil des 28. Distrikts im Senat von Kalifornien, der momentan vom Demokraten Ted W. Lieu vertreten wird. In der California State Assembly ist der Ort dem 56. Distrikt zugeordnet und wird somit vom Demokraten V. Manuel Pérez vertreten. Auf Bundesebene gehört Vista Santa Rosa Kaliforniens 36. Kongresswahlbezirk an, der einen Cook Partisan Voting Index von R+1 hat und vom Demokraten Raul Ruiz vertreten wird.